# Dave Myrie
Dave Andrew Myrie Medrano (Talamanca, Limón, Costa Rica, 1 de junio de 1988) es un exfutbolista costarricense que jugó de lateral derecho.

## Trayectoria
Inició su carrera deportiva en las ligas menores de la Liga Deportiva Alajuelense. En 2005 pasaría a formar parte del Cádiz Club de Fútbol de la Segunda División de España, club con el que militaría hasta el 2007, cuando volvería a su país para vincularse al Puntarenas Fútbol Club. Posteriormente retorna a la Liga Deportiva Alajuelense en 2008, Sin embargo, tendría un segundo paso en el fútbol internacional al firmar con los equipos Chicago Fire en 2009 y Philadelphia Union en 2010, ambos de la Major League Soccer estadounidense.
Regresaría al fútbol de la Primera División de Costa Rica en 2010 para militar con el Limón Fútbol Club, donde tuvo además un breve paso por el Fredrikstad FK de la Tippeligaen en 2011, pero regresando al equipo limonense al año siguiente.
En 2012 pasó a formar parte del Club Sport Uruguay de Coronado, y posteriormente al Club Sport Herediano en 2013, equipo en el que permaneció hasta el 2016. Con los florenses se proclamó campeón de los Veranos 2015 y 2016, así como de los segundos lugares en las competencias de invierno 2013 y 2014. Para el Campeonato de Invierno 2016 pasó a formar parte del recién ascendido San Carlos, pero quedó fuera del equipo al término del torneo.
El 20 de diciembre de 2016, el Deportivo Saprissa anunció, mediante un comunicado de prensa, la incorporación de Myrie en el club morado. El futbolista firmó el contrato por un periodo de dos años y medio. Para el inicio del Campeonato de Verano 2017 que se llevó a cabo el 8 de enero, el equipo saprissista tuvo la visita al Estadio Carlos Ugalde, donde enfrentó a San Carlos. Por su parte, Dave Myrie apareció como titular, mientras que el marcador fue con derrota de 1-0. La reanudación de la Liga de Campeones de la Concacaf, en la etapa de ida de los cuartos de final, tuvo lugar el 21 de febrero, fecha en la que su club recibió al Pachuca de México en el Estadio Ricardo Saprissa. El lateral entró de relevo por Joseph Mora al minuto 89' y el trámite del encuentro se consumió en empate sin anotaciones. El 28 de febrero fue el partido de vuelta del torneo continental, en el Estadio Hidalgo. Las cifras finales fueron de 4-0 a favor de los Tuzos. El 12 de abril, en el áspero partido contra Pérez Zeledón en el Estadio Ricardo Saprissa, su club estuvo por debajo en el marcador por el gol del adversario en tan solo cuatro minutos después de haber iniciado el segundo tiempo. El bloque defensivo de los generaleños le cerró los espacios a los morados para desplegar el sistema ofensivo del entrenador Carlos Watson, pero al minuto 85', su compañero Daniel Colindres brindó un pase filtrado al uruguayo Fabrizio Ronchetti para que este definiera con un remate de pierna izquierda. Poco antes de finalizada la etapa complementaria, Dave Myrie hizo su primer gol como jugador tibaseño que significó la victoria 2-1. Con este resultado, los saprissistas aseguraron el liderato del torneo a falta de un compromiso de la fase de clasificación. A causa de la derrota 1-2 de local ante el Santos de Guápiles, su equipo alcanzó el tercer puesto de la cuadrangular y por lo tanto quedó instaurado en la última instancia al no haber obtenido nuevamente el primer sitio. El 17 de mayo se desarrolló el juego de ida de la final contra el Herediano, en el Estadio Rosabal Cordero. El defensa salió expulsado al minuto 76' por doble acumulación de tarjetas amarillas y el marcador fue de pérdida 3-0. En el partido de vuelta del 21 de mayo en el Estadio Ricardo Saprissa, los acontecimientos que liquidaron el torneo fueron de fracaso con números de 0-2 a favor de los oponentes, y un agregado de 0-5 en la serie global. El 29 de mayo se confirmó su salida del equipo, a través de la rescisión de su contrato.

## Selección costarricense

### Categorías inferiores
Participó en la Copa Mundial Sub-17 de 2005 y en la Sub-20 de 2007 con los escuadrones de la categorías costarricenses.

### Selección absoluta
A nivel de selección absoluta debutó el 17 de noviembre de 2010, en un encuentro amistoso ante la Jamaica. En esa oportunidad apareció como titular del entrenador Ricardo La Volpe y salió de cambio al minuto 66' por David Guzmán. El marcador fue de empate sin anotaciones.

#### Copa Centroamericana 2011
Su primera competición regional fue la Copa Centroamericana 2011, la cual se desarrolló completamente en el Estadio Rommel Fernández, de territorio panameño. Debutó oficialmente el 14 de enero, por la fecha 1 del grupo B ante Honduras. El lateral estuvo los 90 minutos en el empate de 1-1. Dos días después fue titular en la victoria de 0-2 sobre Guatemala. Su país avanzó a la etapa de eliminación como segundo lugar con 4 puntos. En las semifinales, los costarricenses clasificaron a la última instancia después de derrotar al anfitrión Panamá en penales. Sin embargo, la derrota de 2-1 frente a los hondureños confirmó el subcampeonato para su selección.
| Copa                      | Sede   | Resultado  |
| ------------------------- | ------ | ---------- |
| Copa Centroamericana 2011 | Panamá | Subcampeón |

#### Mundial 2014
El 10 de junio de 2014, el director técnico Jorge Luis Pinto convocó a Myrie, en la lista oficial de cara a la Copa Mundial de Brasil, debido a la lesión de Heiner Mora. La Selección de Costa Rica se concentró en la ciudad de Santos previo a sus encuentros y, anteriormente, su país fue ubicado en el grupo D con Uruguay, Italia e Inglaterra, siendo considerado el «Grupo de la Muerte». El encuentro de debut de la Sele se dio el 14 de junio en el Estadio Castelão en Fortaleza. A pesar de empezar perdiendo contra los uruguayos, los Ticos revirtieron el marcador y sus compañeros Joel Campbell, Óscar Duarte y Marco Ureña marcaron los goles para la victoria de 1-3. El defensor quedó en la suplencia. Seis días después, se dio el segundo juego ante la escuadra italiana y Bryan Ruiz hizo el único tanto para el triunfo 0-1. El último partido de la fase de grupos fue el 24 de junio frente a los ingleses; cotejo que finalizó en empate 0-0. Con estos resultados, el conjunto costarricense avanzó a la siguiente ronda y quedó de líder con 7 puntos. En la Arena Pernambuco se disputaron los octavos de final contra Grecia; tras un empate 1-1, se determinó el ganador a través de los lanzamientos de penal; el marcador fue de 5-3 a favor de su país. Los cuartos de final se dieron ante Países Bajos el 5 de julio; nuevamente se dio un empate y el ganador se conoció mediante los penales, en esta ocasión triunfaron los neerlandeses 4-3. De esta manera, terminó la participación mundialista de la Sele, saliendo invictos del torneo. Por otro lado, Myrie ingresó por Cristian Gamboa y participó 41 minutos.
| Mundial              | Sede   | Resultado        |
| -------------------- | ------ | ---------------- |
| Copa Mundial de 2014 | Brasil | Cuartos de final |

#### Copa Centroamericana 2014
El futbolista fue convocado a finales del mes de agosto de 2014 por el entrenador interino de la selección costarricense Paulo Wanchope, con miras hacia la Copa Centroamericana de ese año. Debutó el 3 de septiembre, en el Robert F. Kennedy Memorial Stadium de Washington D. C. y su país enfrentó a Nicaragua. Dave fue titular los 90 minutos y el resultado terminó con victoria 3-0. Posteriormente se dio el encuentro contra Panamá en el Estadio Cotton Bowl de Dallas. A pesar de tener el marcador en contra 0-2, el conjunto Tricolor logró el empate y definitivo 2-2. Con esto, Costa Rica terminó de líder con 4 puntos y clasificó a la última instancia de la Copa. El 13 de septiembre se desarrolló el juego de la final ante Guatemala en Los Angeles Memorial Coliseum; el lateral apareció en el once inicial y sus compañeros Bryan Ruiz y Juan Bustos Golobio anotaron para el triunfo de 1-2. Los costarricenses ganaron su octavo título en la historia y el primero para Myrie.
| Copa                      | Sede           | Resultado |
| ------------------------- | -------------- | --------- |
| Copa Centroamericana 2014 | Estados Unidos | Campeón   |

#### Copa de Oro 2015
El 8 de julio de 2015, dio inicio el certamen de la confederación, y el jugador fue suplente en el empate de 2-2 frente a Jamaica. El 11 de julio, fue titular en el segundo juego desarrollado en el BBVA Compass Stadium contra El Salvador. El empate de 1-1 prevaleció hasta el final y generó muchas dudas hacia el cuerpo técnico y jugadores. El 14 de julio, se definió el partido por la clasificación de los costarricenses ante Canadá en el BMO Field en territorio canadiense, y una vez más se obtuvo un empate y el pase a los cuartos de final tras alcanzar el segundo lugar de la tabla. Su último partido en la competición regional se desarrolló el 19 de julio, en el MetLife Stadium de Nueva Jersey, donde su selección enfrentó a México por los cuartos de final. Cerca de acabar el segundo tiempo extra, el árbitro auxiliar señaló un penal inexistente a favor de los mexicanos, y el futbolista Andrés Guardado marcó la única anotación del juego, lo que significó la eliminación de Costa Rica.
| Copa             | Sede                  | Resultado        |
| ---------------- | --------------------- | ---------------- |
| Copa de Oro 2015 | Estados Unidos Canadá | Cuartos de final |

## Clubes
| Club                     | País           | Año         |
| ------------------------ | -------------- | ----------- |
| L. D. Alajuelense        | Costa Rica     | 2005        |
| Cádiz C. F.              | España         | 2005-2007   |
| Puntarenas F. C.         | Costa Rica     | 2007-2008   |
| L.D. Alajuelense         | Costa Rica     | 2008 - 2009 |
| Chicago Fire             | Estados Unidos | 2009 - 2010 |
| Philadelphia Union       | Estados Unidos | 2010        |
| Limón F.C.               | Costa Rica     | 2010 - 2011 |
| Fredrikstad FK           | Noruega        | 2011        |
| K.A.A. Gent              | Bélgica        | 2011        |
| Limón F.C.               | Costa Rica     | 2012        |
| C.S. Uruguay de Coronado | Costa Rica     | 2012 - 2013 |
| C.S. Herediano           | Costa Rica     | 2013 - 2016 |
| A.D. San Carlos          | Costa Rica     | 2016        |
| Deportivo Saprissa       | Costa Rica     | 2016 - 2017 |
| Pérez Zeledón            | Costa Rica     | 2017        |

## Palmarés
| Título                     | Club                       | Año           |
| -------------------------- | -------------------------- | ------------- |
| Copa Centroamericana Uncaf | Costa Rica                 | 2014          |
| Primera División           | Club Sport Herediano       | Verano 2015   |
| Primera División           | Club Sport Herediano       | Verano 2016   |
| Primera División           | Municipal de Pérez Zeledón | Apertura 2017 |